# Jugo Ürdens

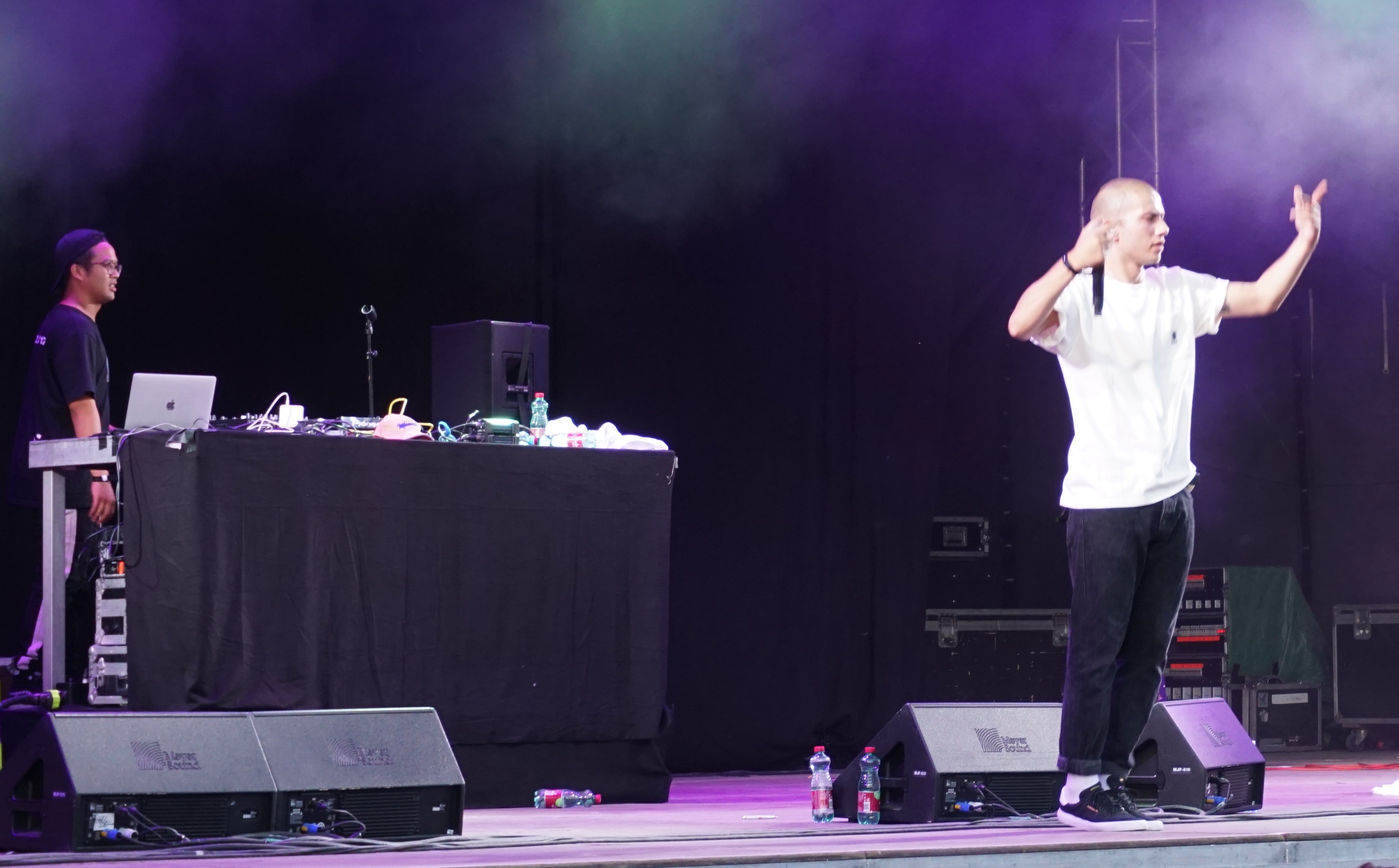
Jugo Ürdens am Donauinselfest Wien 2019

Jugo Ürdens, ehemals YUGO, (* 1996 in Skopje, Nordmazedonien; bürgerlich Aleksandar Simonovski) ist ein in Österreich lebender Rapper und Musikproduzent nordmazedonisch-serbischer Abstammung mit nordmazedonischer Staatsbürgerschaft aus Wien.

## Leben
Aleksandar Simonovski ist Sohn eines nordmazedonischen Vaters und einer serbischen Mutter und kam im Alter von sieben Jahren nach Wien, wo er in der Nähe der Manner-Fabrik im 16. Wiener Gemeindebezirk aufwuchs. Später besuchte er ein Gymnasium im 1. Bezirk und nach der Matura die Wirtschaftsuniversität Wien, wo er sein Studium allerdings abbrach, um sich ganz der Musik zu widmen. Bis 2009 spielte er Fußball beim SC Helfort 15 Young Stars.
Seinen ersten Song schrieb er laut eigener Aussage mit 16, allerdings sei er mittlerweile froh, dass dieser Song nie aufgenommen wurde.
2016 veröffentlichte er seine erste selbst produzierte, EP Ajde. Darauf enthalten ist neben der Single DiesDas, auch der Song Österreicher, welcher ironisch davon handelt, wie er als Österreichischer Staatsbürger besser behandelt werden würde.
Im Herbst 2018 absolvierte er Auftritte auf dem Donauinselfest, dem Waves Vienna und dem FM4 Frequency Festival. 2018 erschien sein Debüt-Album YUGO auf dem Musiklabel Futuresfuture des oberösterreichischen Rappers Gerard. Kurz darauf folgte auch eine Tournee mit dem deutschen Rapper RIN.
Im November 2020 veröffentlichte er als YUGO den Track Babylon, kurz danach folgte die EP Babylon.
Optisches Markenzeichen ist seine stets polierte Glatze.
Zuerst nannte er sich Jugo Ürdens, dann YUGO. Spätestens 2024 nannte er sich wieder Jugo Ürdens.
In der Wiener Tatort-Folge Deine Mutter vom 15. September 2024 spielte er den Rapper Ted Candy, der tot aufgefunden wird, und beriet zudem bei der Produktion.
Er hat die nordmazedonische Staatsbürgerschaft und will die österreichische bekommen (Stand: 2024).
Am 22. November 2024 veröffentlichte er sein drittes Album Hund.

## Stil
Er behandelt in vielen Songs ironisch sein Leben als Migrant in Österreich. Im Gegensatz zu anderen Vertretern der Deutschrap-Szene behandelt er die Themen Gewalt, Waffen oder Geld allerdings nicht, da er selbst keine Berührungspunkte damit hatte.

## Diskografie
Alben
Als Jugo Ürdens, wenn nicht anders angegeben.
- 2018: YUGO
- 2022: Das Album, das schon 2020 erscheinen sollte (als YUGO)
- 2024: Hund
- 2024: Hund RMX

EPs
- 2017: Ajde EP
- 2017: DiesDas EP
- 2020: Babylon EP

Singles
- 2017: DiesDas (prod. by Jue x Stgr)
- 2018: YUGO (prod. by Jue)
- 2018: Warte (prod. by Jue)
- 2018: Allegro feat. Edwin (prod. by Joce & Jue)
- 2018: Ich verstehs nicht (prod. by Joce)
- 2018: Läuft feat. Slav (prod. by Joce)
- 2020: Babylon (prod. Alexis Troy)
- 2020: Noch immer da (prod. Alexis Troy)
- 2022: Raus (prod. Nvie Motho)
- 2022: Pretty Mf (prod. by Mo.Nomad)
- 2023: Shaolin
- 2023: Skóra (mit Duke102)
- 2023: was ich nicht will (maria 23) feat. YUGO
- 2023: Baklava feat. SLAV
- 2024: Romelu
- 2024: Alle meine Freunde
- 2024: Selfcare
- 2024: Benzin feat. Tiavo

## Auszeichnungen
- Nominierung für den FM4 Award im Rahmen der Amadeus-Verleihung 2018
- Finale des FM4 Awards bei der Amadeus-Verleihung 2019